# Denver Broncos
I Denver Broncos sono una squadra di football americano della National Football League con sede a Denver, nel Colorado. Competono nella West Division della American Football Conference.
I Broncos iniziarono a giocare nel 1960 come membri fondatori della American Football League e si unirono alla NFL dopo la fusione tra le due leghe del 1970.
I Broncos furono poco competitivi durante i loro dieci anni nella AFL e nei primi sette anni nella NFL, non raggiungendo mai i playoff. La loro prima stagione con un bilancio di vittorie positivo fu nel 1973. Quattro anni dopo, nel 1977, raggiunsero i playoff per la prima volta, avanzando fino al Super Bowl XII. Da allora sono stati una delle franchigie più competitive della NFL, avendo disputato solo sei stagioni con un record negativo in 35 anni. Per otto volte hanno vinto il titolo di campioni della AFC, e per tre volte il Super Bowl, nel 1997, 1998 e 2015; detengono altresì il record negativo (condiviso con i New England Patriots) di cinque sconfitte all'atto finale. Disputano le loro gare casalinghe all'Empower Field at Mile High e quindici loro giocatori sono stati introdotti nella Pro Football Hall of Fame, insieme allo storico proprietario Pat Bowlen.
Al 2024, secondo la rivista Forbes, il valore dei Broncos è di circa 5,5 miliardi di dollari, quattordicesimi tra le franchigie della NFL.

## Storia

### 1960–69: anni nella AFL
I Denver Broncos furono fondati il 14 agosto 1959 quando il proprietario di una lega minore di baseball, Bob Howsam, fu premiato con una franchigia fondatrice della American Football League. I Broncos vinsero la prima gara della storia della AFC contro i Boston Patriots 13–10, il 9 settembre 1960. Il 5 settembre 1967, essi divennero la prima squadra della storia della AFL a batterne una della NFL, i Detroit Lions per 13–7, in una gara di pre-stagione. Tuttavia, i Broncos non furono una franchigia di successo negli anni sessanta, terminando con un record complessivo di 39–97–4 nella lega.
Denver andò vicina a perdere la sua franchigia nel 1965, ma un gruppo di acquirenti locali acquisì la franchigia e la ristrutturò. La prima superstar della squadra, "Franchise" Floyd Little, grazie alla sua firma nel 1967 e alla sua stagione da Pro Bowl, fu fondamentale nel tenere la squadra a Denver. I Broncos furono l'unica delle franchigie fondatrici della AFL a non arrivare mai in finale e l'unica a non terminare mai con un record positivo nei dieci anni di esistenza della lega.

### 1970–82: "Orange Crush"
Nel 1972, i Broncos assunsero l'ex capo-allenatore della Stanford University John Ralston. Nel 1973 fu nominato allenatore dell'anno dall'UPI dopo aver portato la squadra al suo primo record vincente, 7–5–2. In 5 stagioni coi Broncos, Ralston guidò la squadra a tre record positivi, le uniche stagioni della storia della squadra allora. Anche se Ralston terminò la stagione 1976 con un record di 9-5, la squadra mancò ancora i playoff. Dopo quella stagione, diversi importanti giocatori della squadra si lamentarono pubblicamente di Ralston, portando presto al suo licenziamento.
L'allenatore debuttante Red Miller, insieme alla sua difesa soprannominata "Orange Crush" e all'anziano quarterback Craig Morton, portò i Broncos alla loro prima apparizione nei playoff nel 1977 e al loro primo Super Bowl, dove furono sconfitti dai Dallas Cowboys, 27–10.
Nel 1981, il proprietario dei Broncos Gerald Phipps, che aveva acquistato la squadra nel maggio 1961 dal proprietario originale Bob Howsam, vendette la squadra a un finanziere canadese, Edgar Kaiser Jr., figlio dell'armatore Henry J. Kaiser.

### 1983–99: l'era di John Elway

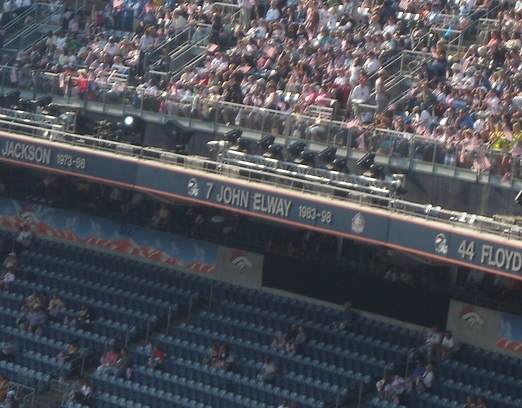
Il nome di John Elway nel Ring of Fame dei Broncos.

Il quarterback John Elway, che giocò al college a Stanford, arrivò nel 1983. Scelto in origine dai Baltimore Colts come primo assoluto nel Draft NFL 1983, Elway affermò che avrebbe smesso di giocatore football in favore del baseball (era stato scelto anche dai New York Yankees per giocare come center field ed era anche un ottimo prospetto come pitcher), a meno che non fosse stato scambiato con una squadra inclusa in una sua lista, inclusa Denver. Prima di Elway, Denver aveva avuto 24 diversi quarterback titolari in 23 stagioni fino a quel momento.
Nel 1984, mentre i Broncos dovevano affrontare la bancarotta sotto l'ex proprietario Edgar Kaiser, Pat Bowlen insieme ai suoi fratelli John, Bill e alla sorella Marybeth acquistarono una quota di maggioranza per circa 80 milioni di dollari.
Un anno dopo si unì il resto della famiglia, che acquistó l'intera franchigia.
Grazie a Pat Bowlen, la squadra che sembrava destinata ad un ricollocamento, rimase a Denver.
Con Pat Bowlen proprietario, Elway rimase il quarterback dei Broncos per 5 Super Bowl, conducendoli due volte alla vittoria. Memorabile tra le imprese di Elway quella nota come "The Drive" in cui guidò i Broncos, nella finale della AFC del 1986 alla rimonta e poi alla vittoria nei supplementari sui Cleveland Browns. Guidata dal quarterback, Denver perse il Super Bowl XXI coi New York Giants, 39–20; il Super Bowl XXII contro i Washington Redskins, 42–10, e il Super Bowl XXIV contro i San Francisco 49ers, 55–10, in quello che rimane il peggior divario in termini di punteggio nella storia dell'evento. Nel 1995, coi Broncos debuttarono un nuovo capo-allenatore, Mike Shanahan, e un nuovo rookie nel ruolo di running back, Terrell Davis. Nel 1996, i Broncos conclusero la stagione regolare con un record di 13–3, il migliore della AFC, dominando la maggior parte degli avversari quell'anno. Tuttavia, i Jacksonville Jaguars, numero 5 del tabellone, batterono a sorpresa i Broncos 30–27 nel divisional round dei playoff, concludendo la loro stagione.

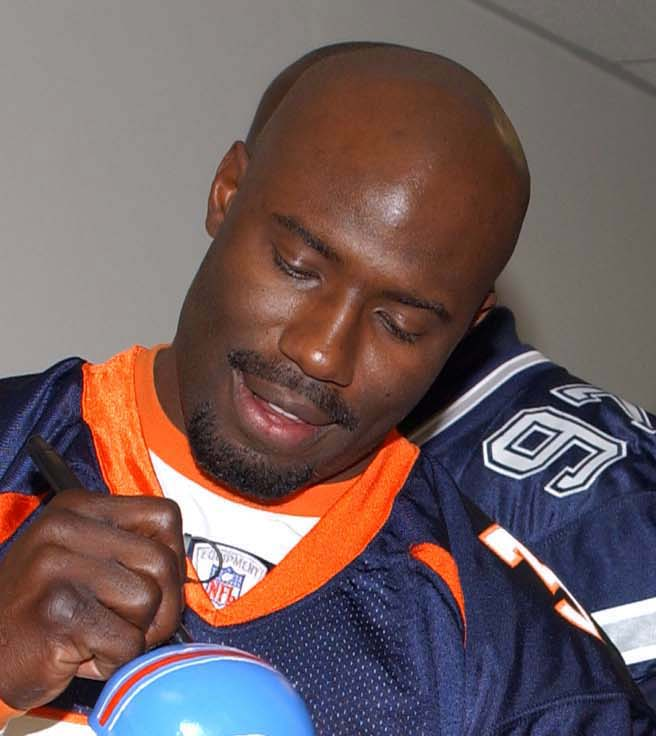
Terrell Davis fu l'MVP del primo Super Bowl vinto dai Broncos.

Durante la stagione 1997, Elway e Davis condussero i Broncos al loro primo trionfo nel Super Bowl, una vittoria 31–24 sui campioni in carica, i Green Bay Packers, nel Super Bowl XXXII. Elway completò 13 passaggi su 22 tentativi con un touchdown su corsa e un intercetto subito, mentre Davis corse 157 yard e stabilì il record del Super Bowl segnando 3 touchdown vincendo il premio di MVP della gara, e tutto ciò malgrado nel secondo quarto di gioco gli fosse temporaneamente mancata la vista per qualche minuto. I Broncos vinsero di nuovo il Super Bowl l'anno successivo, battendo gli Atlanta Falcons nel Super Bowl XXXIII per 34–19. Elway fu nominato MVP, completando 18 passaggi su 29 passes per 421 yard, con un passaggio da touchdown da 80 yard per il wide receiver Rod Smith, con un intercetto subito.

### 1999–2011: gli anni post-Elway, Cutler e Tebow
John Elway si ritirò dopo la stagione 1998 e Brian Griese fu il quarterback titolare per le 4 stagioni successive. Dopo un record di 6–10 nel 1999, i Broncos si ripresero nel 2000, raggiungendo i playoff come wild card ma perdendo contro i Baltimore Ravens. Dopo aver mancato i playoff nelle due stagioni successive, l'ex quarterback degli Arizona Cardinals Jake Plummer sostituì Griese nel 2003, guidando i Broncos a due stagioni consecutive con un record di 10–6, raggiungendo sempre i playoff come wild card e venendo eliminati sempre dagli Indianapolis Colts.

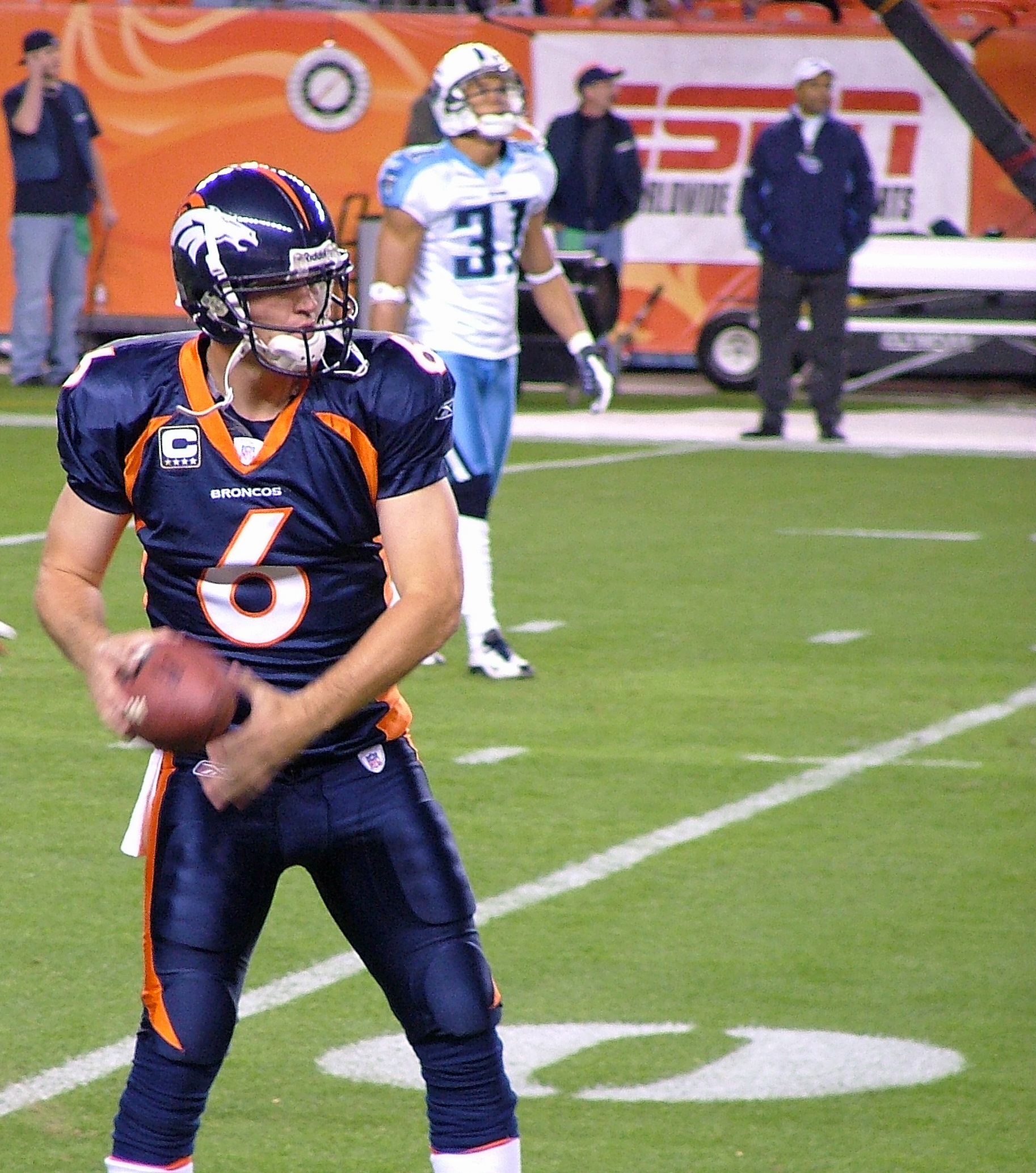
Il quarterback Jay Cutler nel 2007.

Nel 2005 la squadra vinse il suo primo titolo di division dal 1998. Nei playoff vinse nel secondo turno coi New England Patriots prima di venire eliminata dai Pittsburgh Steelers nella finale della AFC.
Nel 2006, Plummer inizialmente guidò la squadra a un record di 7–2 record, ma dopo aver perso due gare consecutive fu sostituito dal quarterback rookie Jay Cutler. Cutler concluse 2–3 e i Broncos non si qualificarono per i playoff. L'anno successivo i Broncos furono guidati tutto l'anno da Cutler nella loro prima stagione perdente (7-9) dal 1999. Nel 2008, terminato con un record di 8-8, la squadra terminò per il terzo anno consecutivo fuori dai playoff e Shanahan fu licenziato. I Broncos cedettero Cutler ai Chicago Bears e come parte dello scambio ricevettero l'altro quarterback Kyle Orton, che rimase alla guida della squadra fino a metà del 2011, senza portare mai la squadra alla post-season.
Dopo la stagione 2010, Elway fu assunto come vicepresidente esecutivo mentre come allenatore, il 14° della storia della squadra, fu scelto John Fox. Dopo una partenza per 1-4 nella stagione 2011, Orton fu sostituito nella gara successiva dal quarterback al secondo anno Tim Tebow. Questi guidò la squadra a un record parziale di 7-4, incluse sei vittorie consecutive e, malgrado un record di 8-8, Denver vinse la sua division e si qualificò per i playoff per la prima volta dal 2005. Nel primo turno, la squadra superò gli Steelers ai supplementari, in quelli che furono i più brevi della storia dei playoff NFL, grazie a un passaggio da touchdown di Tebow dopo soli 11 secondi che chiuse il match in favore della sua squadra. Nel turno successivo, Denver fu eliminata nettamente, però, dai New England Patriots.

### 2012-2015: l'era di Peyton Manning
Il 19 marzo 2012 l'ex quarterback degli Indianapolis Colts Peyton Manning decise di firmare per i Denver Broncos e il giorno seguente sottoscrisse un contratto quinquennale con la nuova franchigia del valore di 96 milioni di dollari. Il giorno successivo, Tebow fu scambiato coi New York Jets. Nella stagione 2012, dopo una partenza da 2-3, i Broncos vinsero tutte le undici gare successive, terminando con un record di 13-3, il migliore della AFC, ottenendo la possibilità di saltare il primo turno di playoff. In un Mile High Stadium congelato nel divisional round dei playoff i Broncos furono però sconfitti dai Baltimore Ravens dopo due tempi supplementari.

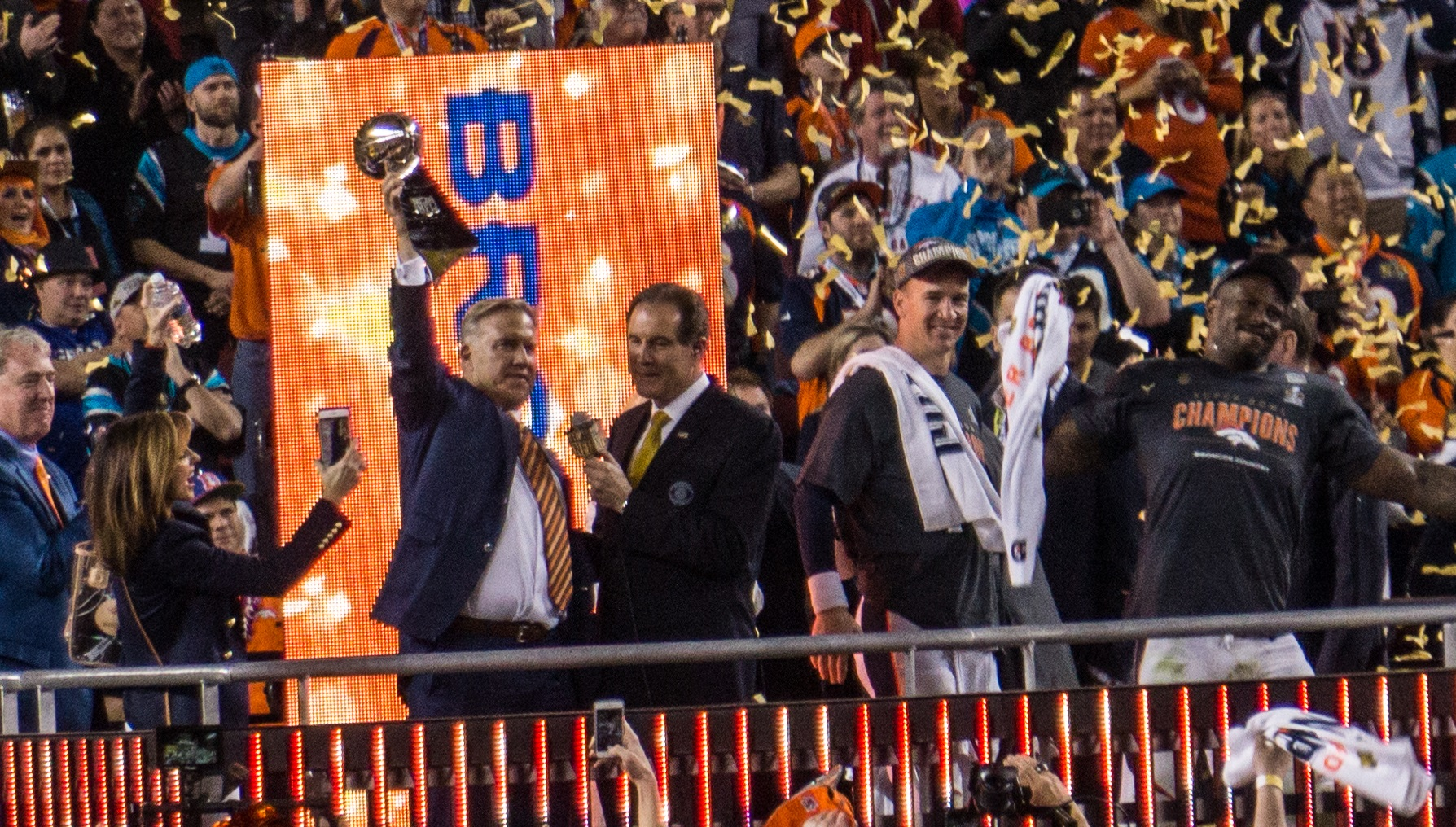
I festeggiamenti dopo la vittoria del Super Bowl 50

Nel 2013 la squadra terminò con un record di 13-3, stabilendo diversi primati NFL tra quello di maggior numero di punti segnati nella storia. Manning fu premiato come MVP della NFL e la squadra nei playoff batté San Diego Chargers e New England Patriots, qualificandosi per il primo Super Bowl dal 1998. Nel Super Bowl XLVIII contro i Seattle Seahawks, i Broncos furono battuti con un netto 43-8, il Super Bowl col risultato più a senso unico degli ultimi vent'anni. L'anno seguente, Denver vinse la propria division per il quarto anno consecutivo, ma fu subito eliminata nel secondo turno di playoff dai Colts. Il giorno successivo, il capo-allenatore John Fox e la franchigia annunciarono la propria separazione consensuale dopo quattro stagioni.
Nel 2015, nell'ultima stagione in carriera di Manning, fu assunto come capo-allenatore l'ex riserva di Elway Gary Kubiak che guidò la squadra a terminare col miglior record della AFC, grazie in particolare alla difesa che si classificò al primo posto nella NFL. Nei playoff, i Broncos batterono gli Steelers e i Patriots qualificandosi per il Super Bowl 50, dove superarono i favoriti Carolina Panthers per 24-10, aggiudicandosi il loro terzo titolo. Miglior giocatore della partita fu premiato il linebacker Von Miller.

### 2016-2021: Il post Manning
Dopo il ritiro di Peyton Manning, nella stagione 2016 il ruolo di quarterback venne ricoperto dal giovane Trevor Siemian. Nonostante una buona partenza con alcune vittorie di fila, i Broncos finirono la stagione con un record di 9-7 e non si qualificarono per i playoff.
L'anno successivo Gary Kubiak decise di lasciare il posto di capo allenatore, e venne assunto Vance Joseph. I Broncos terminarono la stagione 2017 con un record negativo, Siemian venne ceduto ai Minnesota Vikings e la squadra del Colorado trovò un accordo per portare a Denver l'ex quarterback di Minnesota, Case Keenum. Sotto la sua guida, i Broncos nella stagione 2018 partirono con 2 vittorie di fila, per poi inanellare una serie di sconfitte, terminando con un record negativo.
Nei primi giorni del gennaio 2019 venne annunciato l'esonero di Vance Joseph e il trasferimento di Keenum ai Washington Redskins. Il 10 gennaio 2019 venne scelto per il ruolo di capo-allenatore Vic Fangio, ex coordinatore difensivo dei Chicago Bears. Il general manager dei Broncos Elway trovò poi un accordo con i Baltimore Ravens a febbraio 2019, ottenendo in uno scambio il quarterback Joe Flacco.
Il 13 giugno venne a mancare il proprietario dei Broncos Pat Bowlen, dopo 35 anni alla guida della franchigia del Colorado.
Sotto la guida di Flacco, i Broncos persero tutte le prime 4 partite, ottenendo la vittoria nella settimana 5 contro i Los Angeles Chargers e quella successiva con i Tennessee Titans. Dopo il turno 8 perso con gli Indianapolis Colts, Flacco fu inserito nella lista infortunati per un problema al collo, terminando la sua stagione. Al suo posto giocò la riserva Brandon Allen, che dopo aver vinto la prima partita, perse le due seguenti. Nella settimana 13 il quarterback rookie Drew Lock venne nominato titolare, facendo il suo debutto tra i professionisti nella vittoria contro i Chargers. Lock rimase il titolare fino alla fine della stagione, vincendo 4 partite su 5 e portando la squadra a terminare con un record di 7-9.
Nel 2020 Lock divenne il titolare ma non riuscì ad andare oltre le 5 vittorie, terminando con un record negativo di 5-11 e non qualificandosi ai playoff per la quinta stagione consecutiva. 
La stagione 2021 iniziò con la dipartita di John Elway dal ruolo di General Manager ed al suo posto venne assunto George Paton.
Paton scambiò una scelta del sesto giro del Draft NFL 2021 con i Carolina Panthers per il quarterback Teddy Bridgewater, che superò Lock per il ruolo di titolare.
A fine stagione i Broncos terminarono con un record di 7-10 ed ultimi nella AFC West, portando al licenziamento di Vic Fangio.

### 2022-presente
Il 2022 divenne un anno storico per i Broncos, venne assunto Nathaniel Hackett come nuovo allenatore e la squadra orchestrò uno scambio con i Seattle Seahawks che portò il quarterback Russell Wilson in Colorado.
Dal lato societario invece, il fondo incaricato di gestire la franchigia dal 2019 in seguito alla morte di Pat Bowlen, cedette i Denver Broncos ad un gruppo di acquirenti guidati dal miliardario Rob Walton. 
Sotto la nuova proprietà, il nuovo allenatore e Russell Wilson i Broncos però non si qualificarono ancora una volta ai playoff finendo la stagione ultimi nella propria division ed un record di 5-12, licenziando Hackett prima dell'ultimo turno della regular season.
Nella stagione 2023 i Broncos scambiarono una scelta del 1º giro del Draft NFL 2023 e una del secondo giro del draft 2024 ai New Orleans Saints per portare l'allenatore Sean Payton a Denver.
Sotto la guida di Payton venne confermato Wilson come titolare, ma la squadra finì l'annata con un record negativo di 8-9. Il quarterback venne panchinato per le ultime 2 partite a causa delle divergenze con l'allenatore ed il rifiuto ad abbassarsi l'ingaggio.
Nel 2024 Russell Wilson venne ceduto ai Pittsburgh Steelers nonostante il deficit in salary cap che avrebbe causato questo scambio. 
Al Draft NFL 2024, con la scelta numero 12 del primo giro venne selezionato il quarterback da Oregon Bo Nix.
Con Nix e Payton i Broncos finirono la stagione con un record di 10-7, qualificandosi ai playoff come Wild Card per la prima volta in 8 stagioni.
In post-season però Denver e Nix vennero eliminati al primo turno dai Buffalo Bills.

## Risultati stagione per stagione
La seguente è la lista delle ultime dieci stagioni dei Denver Broncos.
| Cronistoriadei Denver Broncos | Cronistoriadei Denver Broncos | Cronistoriadei Denver Broncos | Cronistoriadei Denver Broncos | Cronistoriadei Denver Broncos | Cronistoriadei Denver Broncos | Cronistoriadei Denver Broncos | Cronistoriadei Denver Broncos | Cronistoriadei Denver Broncos | Cronistoriadei Denver Broncos | Cronistoriadei Denver Broncos |                              |
| Stagione di lega              | Stagione di squadra           | Lega                          | Conference                    | Division                      | Stagione regolare             | Stagione regolare             | Stagione regolare             | Stagione regolare             | Play-off | Premi individuali             |                              |
| Stagione di lega              | Stagione di squadra           | Lega                          | Conference                    | Division                      | Pos.                          | V                             | S                             | P                             | Play-off | Premi individuali             |                              |
| ----------------------------- | ----------------------------- | ----------------------------- | ----------------------------- | ----------------------------- | ----------------------------- | ----------------------------- | ----------------------------- | ----------------------------- | --- | ----------------------------- | ---------------------------- |
| 2015                          | 2015                          | NFL                           | AFC                           | West                          | 1                             | 12                            | 4                             | 0                             | V Divisional play-off contro i Pittsburgh Steelers (23-16) V AFC Championship contro i New England Patriots (20-18) V Super Bowl 50 contro i Carolina Panthers (24-10) |                               |                              |
| 2016                          | 2016                          | NFL                           | AFC                           | West                          | 3                             | 9                             | 7                             | 0                             | non disputati |                               |                              |
| 2017                          | 2017                          | NFL                           | AFC                           | West                          | 4                             | 5                             | 11                            | 0                             | non disputati |                               |                              |
| 2018                          | 2018                          | NFL                           | AFC                           | West                          | 3                             | 6                             | 10                            | 0                             | non disputati |                               |                              |
| 2019                          | 2019                          | NFL                           | AFC                           | West                          | 2                             | 7                             | 9                             | 0                             | non disputati |                               |                              |
| 2020                          | 2020                          | NFL                           | AFC                           | West                          | 4                             | 5                             | 11                            | 0                             | non disputati |                               |                              |
| 2021                          | 2021                          | NFL                           | AFC                           | West                          | 4                             | 7                             | 10                            | 0                             | non disputati |                               |                              |
| 2022                          | 2022                          | NFL                           | AFC                           | West                          | 4                             | 5                             | 12                            | 0                             | non disputati |                               |                              |
| 2023                          | 2023                          | NFL                           | AFC                           | West                          | 3                             | 8                             | 9                             | 0                             | non disputati |                               |                              |
| 2024                          | 2024                          | NFL                           | AFC                           | West                          | 3                             | 10                            | 7                             | 0                             | S Wild card play-off contro i Buffalo Bills (7-31) |                               |                              |
| Totale                        | Totale                        | Totale                        | Totale                        | Totale                        | Totale                        | 518                           | 472                           | 10                            | Record di stagione regolare | Record di stagione regolare   | Record di stagione regolare  |
| Totale                        | Totale                        | Totale                        | Totale                        | Totale                        | Totale                        | 23                            | 20                            |                               | Record dei play-off | Record dei play-off           | Record dei play-off          |
| Totale                        | Totale                        | Totale                        | Totale                        | Totale                        | Totale                        | 541                           | 492                           | 10                            | Stagione regolare e play-off | Stagione regolare e play-off  | Stagione regolare e play-off |

Legenda
- Vittoria nel Super Bowl (dal 1966)
- Vittoria nella lega (1920-1969)
- Vittoria nella Conference

- Vittoria nella Division
- Qualificazione al Wild Card Game (dal 1978)
- V = Vittorie

- S = Sconfitte
- P = Pareggi
- T = Posizione a pari merito

## Titoli

### Super Bowl
| Anno                     | Allenatore               | Super Bowl               | Città                    | Avversario               | Punteggio | Record |
| ------------------------ | ------------------------ | ------------------------ | ------------------------ | ------------------------ | --------- | ------ |
| 1997                     | Mike Shanahan            | XXXII                    | San Diego                | Green Bay Packers        | 31-24     | 12-4   |
| 1998                     | Mike Shanahan            | XXXIII                   | Miami                    | Atlanta Falcons          | 34-19     | 14-2   |
| 2015                     | Gary Kubiak              | 50                       | Santa Clara              | Carolina Panthers        | 24-10     | 12-4   |
| Totale Super Bowl vinti: | Totale Super Bowl vinti: | Totale Super Bowl vinti: | Totale Super Bowl vinti: | Totale Super Bowl vinti: | 3         | 3      |

### Titoli AFC
| Anno               | Allenatore         | Città              | Avversario           | Punteggio   | Record |
| ------------------ | ------------------ | ------------------ | -------------------- | ----------- | ------ |
| 1977               | Red Miller         | Denver             | Oakland Raiders      | 20-17       | 12-2   |
| 1986               | Dan Reeves         | Cleveland          | Cleveland Browns     | 23-20 (DTS) | 11-5   |
| 1987               | Dan Reeves         | Denver             | Cleveland Browns     | 38-33       | 10-4-1 |
| 1989               | Dan Reeves         | Denver             | Cleveland Browns     | 37-21       | 11-5   |
| 1997               | Mike Shanahan      | Pittsburgh         | Pittsburgh Steelers  | 24-21       | 12–4   |
| 1998               | Mike Shanahan      | Denver             | New York Jets        | 23-10       | 14–2   |
| 2013               | John Fox           | Denver             | New England Patriots | 26-16       | 13–3   |
| 2015               | Gary Kubiak        | Denver             | New England Patriots | 20-18       | 12-4   |
| Totale titoli AFC: | Totale titoli AFC: | Totale titoli AFC: | Totale titoli AFC:   | 8           | 8      |

## Giocatori importanti

### Membri della Pro Football Hall of Fame
Fino alla classe 2024, quindici giocatori e lo storico proprietario dei Denver Broncos sono stati inseriti nella Pro Football Hall of Fame.
| Hall of Famer dei Denver Broncos |    |       |                 |
| Induzione                        | N° | Ruolo | Giocatore       |
| 1984                             | 24 | CB    | Willie Brown    |
| 1994                             | 33 | RB    | Tony Dorsett    |
| 2004                             | 7  | QB    | John Elway      |
| 2008                             | 66 | OT    | Gary Zimmerman  |
| 2010                             | 44 | RB    | Floyd Little    |
| 2011                             | 84 | TE    | Shannon Sharpe  |
| 2017                             | 30 | RB    | Terrell Davis   |
| 2018                             | 20 | S     | Brian Dawkins   |
| 2019                             | 26 | CB    | Ty Law          |
| 2019                             | 24 | CB    | Champ Bailey    |
| 2019                             | -- | --    | Pat Bowlen      |
| 2020                             | 27 | S     | Steve Atwater   |
| 2021                             | 18 | QB    | Peyton Manning  |
| 2021                             | 80 | S     | John Lynch      |
| 2023                             | 94 | DE    | DeMarcus Ware   |
| 2024                             | 53 | DE    | Randy Gradishar |

### Numeri ritirati
| Numeri ritirati dai Denver Broncos |                               |       |                 |
| N.                                 | Giocatore                     | Ruolo | Anni            |
| 7                                  | John Elway                    | QB    | 1983–99         |
| 181                                | Frank Tripucka Peyton Manning | QB    | 1960–63 2012-15 |
| 44                                 | Floyd Little                  | RB    | 1967–75         |

Note:
- 1 Il numero tornò disponibile per Peyton Manning (dal 2012 al 2015) dopo che Tripucka diede la sua approvazione.[21] Il nome di Manning fu aggiunto allo stendardo del numero ritirato come menzione onorevole.[22][23][24]

### Membri del Ring of Fame
| Ring of Famer dei Denver Broncos |    |       |                   |
| Induzione                        | N° | Ruolo | Giocatore         |
| 1984                             | 23 | S     | Goose Gonsoulin   |
| 1984                             | 87 | DE    | Rich Jackson      |
| 1984                             | 87 | WR    | Lionel Taylor     |
| 1984                             | 44 | RB    | Floyd Little      |
| 1985                             | -- | --    | Gerald Phipps     |
| 1986                             | 12 | QB    | Charley Johnson   |
| 1986                             | 70 | DE    | Paul Smith        |
| 1986                             | 18 | QB    | Frank Tripucka    |
| 1987                             | 36 | S     | Billy Thompson    |
| 1988                             | 7  | QB    | Craig Morton      |
| 1988                             | 25 | WR    | Haven Moses       |
| 1988                             | 15 | PK    | Jim Turner        |
| 1989                             | 53 | LB    | Randy Gradishar   |
| 1992                             | 57 | LB    | Tom Jackson       |
| 1993                             | 20 | CB    | Louis Wright      |
| 1999                             | 7  | QB    | John Elway        |
| 2001                             | 77 | LB    | Karl Meckelenburg |
| 2001                             | 49 | S     | Dennis Smith      |
| 2003                             | 65 | OT    | Gary Zimmerman    |
| 2005                             | 27 | S     | Steve Atwater     |
| 2007                             | 30 | RB    | Terrell Davis     |
| 2009                             | 84 | TE    | Shannon Sharpe    |
| 2012                             | 80 | WR    | Rod Smith         |
| 2013                             | 66 | C     | Tom Nalen         |
| 2014                             | 21 | RB/K  | Gene Mingo        |
| 2014                             | -- | HC    | Dan Reeves        |
| 2014                             | 80 | WR    | Rick Upchurch     |
| 2015                             | -- | --    | Pat Bowlen        |
| 2016                             | 1  | PK    | Jason Elam        |
| 2016                             | 73 | LB/DE | Simon Fletcher    |
| 2016                             | 80 | S     | John Lynch        |
| 2017                             | -- | HC    | Red Miller        |
| 2019                             | 25 | CB    | Champ Bailey      |
| 2020                             | -- | HC    | Mike Shanahan     |
| 2021                             | 18 | QB    | Peyton Manning    |
| 2024                             | 88 | TE    | Riley Odoms       |
| 2024                             | 43 | S     | Steve Foley       |
| 2025                             | 88 | WR    | Demaryius Thomas  |

### Formazione ideale del 50º anniversario
I Denver Broncos annunciarono la formazione il 15 settembre 2009.
Il team venne votato dai tifosi sul sito ufficiale della franchigia dal 6 giugno al 4 settembre 2009.
| Posizione    | Giocatore        | Anni                 |
| ------------ | ---------------- | -------------------- |
| Attacco      |                  |                      |
| QB           | John Elway       | 1983–1998            |
| RB           | Terrell Davis    | 1995–2001            |
| RB           | Floyd Little     | 1967–1975            |
| WR           | Ed McCaffrey     | 1995–2003            |
| WR           | Rod Smith        | 1994–2007            |
| TE           | Shannon Sharpe   | 1990–1999, 2002–2003 |
| OT           | Matt Lepsis      | 1997–2007            |
| OT           | Gary Zimmerman   | 1993–1997            |
| G            | Keith Bishop     | 1980–1989            |
| G            | Mark Schlereth   | 1995–2000            |
| C            | Tom Nalen        | 1994–2008            |
| Difesa       |                  |                      |
| DE           | Simon Fletcher   | 1985–1995            |
| DE           | Rich Jackson     | 1967–1972            |
| DT           | Trevor Pryce     | 1997–2005            |
| DT           | Rubin Carter     | 1975–1986            |
| LB           | Karl Mecklenburg | 1983–1994            |
| LB           | Randy Gradishar  | 1974–1983            |
| LB           | Tom Jackson      | 1973–1986            |
| CB           | Champ Bailey     | 2004–2013            |
| CB           | Louis Wright     | 1975–1986            |
| S            | Steve Atwater    | 1989–1998            |
| S            | Dennis Smith     | 1981–1994            |
| Special team |                  |                      |
| K            | Jason Elam       | 1993–2007            |
| P            | Tom Rouen        | 1993–2002            |
| RS           | Rick Upchurch    | 1975–1983            |
| Fonte:       |                  |                      |

### Premi individuali
| MVP della NFL |                |       |
| Anno          | Giocatore      | Ruolo |
| 1987          | John Elway     | QB    |
| 1998          | Terrell Davis  | RB    |
| 2013          | Peyton Manning | QB    |

| MVP del Super Bowl |               |       |
| SB                 | Giocatore     | Ruolo |
| XXXII              | Terrell Davis | RB    |
| XXXIII             | John Elway    | QB    |
| 50                 | Von Miller    | LB    |

| Giocatore offensivo dell'anno |                |       |
| Anno                          | Giocatore      | Ruolo |
| 1996                          | Terrell Davis  | RB    |
| 1998                          | Terrell Davis  | RB    |
| 2013                          | Peyton Manning | QB    |

| Difensore dell'anno |                    |       |
| Anno                | Giocatore          | Ruolo |
| 1978                | Randy Gradishar    | LB    |
| 2024                | Patrick Surtain II | CB    |

| Rookie offensivo dell'anno |                |       |
| Anno                       | Giocatore      | Ruolo |
| 2000                       | Mike Anderson  | RB    |
| 2002                       | Clinton Portis | RB    |

| Rookie difensivo dell'anno |            |       |
| Anno                       | Giocatore  | Ruolo |
| 1991                       | Mike Croel | LB    |
| 2011                       | Von Miller | LB    |

### Record di franchigia
Carriera
| Record in carriera |               |        |
| Categoria          | Giocatore     | Numero |
| Yard passate       | John Elway    | 51.475 |
| TD passati         | John Elway    | 300    |
| Yard corse         | Terrell Davis | 7.607  |
| TD su corsa        | Terrell Davis | 60     |
| Yard ricevute      | Rod Smith     | 11.389 |
| TD su ric.         | Rod Smith     | 68     |

Stagionali
| Record stagionali |                  |        |      |
| Categoria         | Giocatore        | Numero | Anno |
| Yard passate      | Peyton Manning   | 5.477  | 2013 |
| TD passati        | Peyton Manning   | 55     | 2013 |
| Yard corse        | Terrell Davis    | 2.008  | 1998 |
| TD su corsa       | Terrell Davis    | 21     | 1998 |
| Yard ricevute     | Demaryius Thomas | 1.619  | 2014 |
| TD su ric.        | Demaryius Thomas | 14     | 2013 |
| TD su ric.        | Anthony Miller   | 14     | 1995 |

## La squadra
- (EN) Roster su NFL.com, su nfl.com.
- (EN) Roster su Denver Broncos.com, su denverbroncos.com.

| Roster dei Denver Broncos |
| --- |
| Quarterback - 10 Bo Nix - 8 Jarrett Stidham - 4 Sam Ehlinger Running Back - 27 J.K. Dobbins - 23 Audric Estimé - 37 RJ Harvey - 38 Jaleel McLaughlin - 25 Blake Watson - 20 Michael Burton FB Wide Receiver - 11 Troy Franklin - 19 Marvin Mims - 14 Courtland Sutton - 17 Devaughn Vele - 5 Trent Sherfield - 13 Pat Bryant Tight End - 1 Evan Engram - 45 Nate Adkins - 85 Lucas Krull - 82 Adam Trautman - 84 Caleb Lohner Offensive Linemen - 72 Garett Bolles T - 73 Frank Crum T - 54 Alex Forsyth C - 69 Mike McGlinchey T - 77 Quinn Meinerz G - 63 Alex Palczewski T - 79 Matt Peart T - 74 Ben Powers G - 60 Luke Wattenberg C Defensive Linemen - 99 Zach Allen DE - 98 John Franklin-Myers DE - 94 Jordan Jackson DE - 93 D.J. Jones DT - 97 Malcolm Roach DT - 96 Eyioma Uwazurike DE - 95 Sai'Vion Jones DE Linebacker - 15 Nik Bonitto OLB - 42 Zach Cunningham ILB - 0 Jonathon Cooper OLB - 52 Jonah Elliss OLB - 56 Levelle Bailey ILB - 92 Dondrea Tillman OLB - 51 Que Robinson OLB - 57 Dre Greenlaw ILB - 40 Justin Strnad ILB - 41 Drew Sanders ILB - 49 Alex Singleton ILB Defensive Back - 12 Jahdae Barron CB - 31 Kris Abrams-Draine CB - 22 Brandon Jones FS - 26 Devon Key FS - 6 P.J. Locke SS - 29 Ja'Quan McMillian CB - 27 Damarri Mathis CB - 21 Riley Moss CB - 34 JL Skinner SS - 2 Patrick Surtain II CB - 9 Talanoa Hufanga SS - 42 Sam Franklin Jr SS Special Team - 48 Mitchell Fraboni LS - 3 Wil Lutz K - 39 Jeremy Crawshaw P Lista delle riserve - 75 Quinn Bailey T (IR) - 28 Tyler Badie RB (IR) - 32 Delarrin Turner-Yell FS (PUP) Squadra di allenamento - 43 Keidron Smith FS - 83 Michael Bandy WR - 66 Nick Gargiulo G - 91 Matt Henningsen DE - 30 Tanner McCalister SS - 68 Jordan Miller NT - 36 Quinton Newsome CB - 89 Donald Parham TE - 78 William Sherman G - 13 David Sills WR - 35 Reese Taylor CB - 76 Calvin Throckmorton G - 86 Thomas Yassmin TE - 71 Cameron Fleming LT - 87 A.T. Perry WR - 57 K.J. Kloyd ILB Roster aggiornato al 6 gennaio 2025 53 attivi, 4 inattivi, 16 nella squadra di allenamento |
| Legenda - I rookie sono in corsivo. - Il primo ruolo è il principale mentre gli eventuali successivi indicano i ruoli secondari. - (IR) sta per Injured Reserve ed indica la lista ristretta per un solo giocatore infortunato che può tornare ad allenarsi dopo la settimana 6 e a rientrare in prima squadra dopo che questa ha giocato 8 partite. - (NF-Inj.) / (NF-Ill.) stanno rispettivamente per Non-Football Injured e Non-Football Illness ed indicano le liste dove viene inserito un giocatore che ha un infortunio o una malattia non dipendente dal football americano. - (PUP) sta per Physically Unable to Perform ed indica la lista dove viene inserito un giocatore mentre è in attesa di recuperare la condizione fisica. Nella stagione regolare dopo la sesta partita giocata dalla propria squadra, il giocatore ha tempo tre settimane per riprendere ad allenarsi, più tre settimane aggiuntive dal suo rientro agli allenamenti per rientrare in prima squadra. |

## Lo staff
| Staff dei Denver Broncos |
| --- |
| Organi dirigenziali - Proprietario – Rob Walton - CEO – Greg Penner - Presidente – Damani Leech - General Manager – George Paton - Assistente General Manager – Reed Burckhardt - Consiglio generale – Tim Aragon - Assistente organi dirigenziali – Chrisi Hirsh - Vice presidente del personale dei giocatori – Cody Rager - Direttore del personale dei giocatori – Jordon Dizon - Dirigente sportivo – A.J. Durso - Vice presidente operazioni di football – Chip Conway - Direttore delle operazioni di football – Kelly Kleine - Vice presidente amministrativo – Rich Hurtado - Vice presidenti business e sviluppo – Dan Hawley – Darren O'Donnell - Vice presidente per lo sviluppo giocatori – Ray Jackson - Direttore degli osservatori del college – Brian Stark - Assistente direttore osservatori – Nick Schiralli - Senior del personale esecutivo – Roman Phifer Capo allenatore - Sean Payton - Assistente – Paul Kelly Altri allenatori - Vice presidente performance e salute dei giocatori – Beau Lowery - Direttore preparatori atletici – Shaun Snee - Preparatore atletico – Dan Dalrymple - Assistente p.a. – Korey Jones - Assistente p.a – Taylor Porter Allenatori dell'attacco - Coordinatore offensivo – Joe Lombardi - Quarterback – Davis Webb - Running back – Lou Ayeni - Wide receiver – Keary Colbert - Tight end – Austin King - Assistente linea offensiva – Chris Morgan - Direttore gestione di gioco/ass. linea offensiva – Evan Rothstein - Coordinatore running game – Zach Strief - Assistente offensivo – Pete Carmichael - Specialista passing game – Zach Grossi - Controllo qualità dell'attacco – Logan Kilgore - Controllo qualità dell'attacco – Favian Upshaw Allenatori della difesa - Coordinatore difensivo – Vance Joseph - Defensive line – Jamar Cain - Inside linebackers – Jeff Schmedding - Outside linebackers – Isaac Shewmaker - Defensive backs – Addison Lynch - Coordinatore difesa su passaggi – Jim Leonhard - Controllo qualità difensiva – Todd Davis - Controllo qualità difensiva – Brian Niedermeyer - Assistente difensivo – Joe Vitt Allenatori dello special team - Coordinatore dello special team – Darren Rizzi - Assistente dello special team – Marwan Maalouf - Controllo qualità special team – Zach Line |